# Hippomane mancinella
La mancinella, detta anche ippomane o manzaniglio (Hippomane mancinella L.), è una pianta angiosperma dicotiledone della famiglia delle Euforbiacee, originaria della Florida, delle Bahamas, dei Caraibi, del Centro America e della parte nord del Sud America.

## Etimologia
L'epiteto specifico "mancinella" è di origine spagnola, dove manzanilla significa "piccola mela", ed è dovuto alla somiglianza del suo frutto e delle foglie a quelle di un melo. Il nome spagnolo attuale è manzanilla de la muerte, cioè piccola mela della morte, dato che la mancinella è uno degli alberi più velenosi al mondo.

## Descrizione
Si tratta di una pianta sempreverde, che cresce in altezza fino a 15 metri. Ha un tronco grigio-rosso, piccoli fiori gialli o verdi e foglie di un verde brillante, semplici, alternate, molto serrate e dentellate, dai 5 ai 10 centimetri di lunghezza.
Sprazzi di fiori sono seguiti da frutti molto simili alle mele ed estremamente velenosi. Assumono colori verdi o giallo-verdi quando maturi.

## Distribuzione e habitat
È originaria dei Caraibi, Florida, Bahamas, Messico, America Centrale, Colombia e Venezuela.
L'albero può essere trovato su spiagge costiere e più in generale negli acquitrini di acqua salmastra, dove cresce tra le mangrovie. Funge da ottimo frangivento e le sue radici aiutano la sabbia a stabilizzarsi, impedendo l'erosione delle spiagge.

### Tossicità
Tutte le parti dell'albero contengono tossine molto potenti. Nella linfa sono presenti il forbolo ed altre sostanze irritanti, che causano forti reazioni allergiche e dermatiti. Il contatto diretto può portare a dermatite bollosa, cheratocongiuntivite acuta e danni corneali. Anche solo sostare sotto l'albero durante la pioggia è pericoloso, perché le gocce d'acqua, passando sulle foglie, possono impregnarsi di linfa che già in piccole percentuali provoca delle vescicole sulla pelle. È pericoloso anche bruciarne il legno: se il fumo dovuto alla combustione dovesse entrare in contatto con gli occhi, vi arrecherebbe gravi danni.
Mangiarne il frutto può essere letale, ma non vi sono casi di morte registrati. Il gusto sarebbe "piacevolmente dolce all'inizio", per poi trasformarsi in "un sapore pepato, che aumenta progressivamente fino a diventare un fortissimo bruciore, con sensazione di occlusione della gola". I sintomi continuano a peggiorare finché il paziente "non può più mangiare cibo solido a causa del lancinante dolore".
In varie parti delle zone di distribuzione gli alberi vengono contrassegnati con cartelli o marchiati con una X rossa sul tronco, ad indicarne la pericolosità. Nelle Antille francesi gli alberi sono spesso segnati con una banda rossa sulla parte bassa del tronco.
Sebbene la pianta sia conosciuta per essere tossica anche per molti animali, l'iguana nera è stata osservata mentre ne mangiava i frutti e viveva tra i suoi rami.
I popoli antichi dei Caraibi adoperavano le foglie per avvelenare le risorse idriche delle tribù nemiche. L'esploratore spagnolo Juan Ponce De Leòn fu avvelenato da una freccia intinta nelle tossine di mancinella, durante una battaglia. Morì poco tempo dopo.
Gli Aruachi e i Taino usavano come antidoto un impiastro di maranta.

### Applicazioni come risorsa
Nonostante i pericoli ad essa associati, la mancinella è stata usata come fonte di legname dai popoli dei Caraibi per secoli. Il legno va lasciato essiccare al sole finché la linfa non svanisce.
I nativi si servivano della pianta anche come medicinale, estraendo dalla corteccia una sorta di gomma che utilizzavano per curare gli edemi, mentre i frutti essiccati venivano impiegati come diuretico.